# Катастрофа Ан-24 под Мурэном
Катастрофа Ан-24 под Мурэном — авиационная катастрофа пассажирского самолёта Ан-24РВ Монгольских авиалиний (MIAT), произошедшая в четверг 21 сентября 1995 года в районе Мурэна, при этом погибли 42 человека.

## Самолёт
Ан-24РВ с заводским номером 57310103 и серийным 101-03 был выпущен Киевским авиационным заводом в 1975 год и передан в Монгольскую Народную Республику, где эксплуатировался в Монгольских авиалиниях. Изначально регистрационный номер лайнера был БНМАУ-10103 (BNMAU-10103), но в мае 1995 года, то есть незадолго до происшествия, он сменился на МТ-1008. Хотя в отдельных источниках по-прежнему указывают старый бортовой номер.

## Катастрофа
Самолёт выполнял короткий внутренний пассажирский рейс OM-557 из Улан-Батора в Мурэн, а на его борту находились 37 пассажиров и 6 членов экипажа. Как было позже установлено из речевых самописцев, экипаж решил, что видимость достаточная для перехода на визуальный полёт, поэтому на подходе к аэропорту назначения пилоты нарушили схему захода на посадку и начали снижаться раньше времени. Но примерно в 12:30 лайнер врезался в горы и разрушился. Прибывшие к месту катастрофы спасательные службы обнаружили одного выжившего пассажира. Все остальные 42 человека (36 пассажиров и все 6 членов экипажа) погибли.
По имеющимся данным, на начало 2015 года это крупнейшая авиационная катастрофа в истории Монголии.